# Ian Barford
Ian Barford (Bloomington, 4 settembre 1966) è un attore statunitense.
Noto soprattutto per i suoi ruoli nel film 30 anni in un secondo e nella serie TV Zoey 101, Ian Barford è prevalentemente attivo come interprete teatrale, avendo recitato sulle scene di Chicago, Off-Broadway e Broadway. In campo teatrale è noto soprattutto per aver recitato nei drammi Agosto, foto di famiglia (2008), Lo strano caso del cane ucciso a mezzanotte (2014) e Linda Vista (2019) a Broadway. Per la sua interpretazione in Linda Vista, Barford è stato candidato al Tony Award al miglior attore protagonista in un'opera teatrale.
Barford è sposato con la regista Anna Davida Shapiro e la coppia ha avuto due figli.

## Filmografia parziale

### Cinema
- U.S. Marshals - Caccia senza tregua (U.S. Marshals), regia di Stuart Baird (1998)
- Tick Tock, regia di Kevin Tenney (2000)
- Era mio padre (Road to Perdition), regia di Sam Mendes (2002)
- 30 anni in 1 secondo (13 Going on 30), regia di Gary Winick (2004)
- The Last Rites of Joe May, regia di Joe Maggio (2011)
- Catch Hell, regia di Ryan Phillippe (2014)
- Return to Sender - Restituire al mittente (Return to Sender), regia di Fouad Mikati (2015)

### Televisione
- Turks - serie TV, 1 episodio (1999)
- Più forte ragazzi - serie TV, 1 episodio (2000)
- Squadra Med - Il coraggio delle donne - serie TV, 2 episodi (2002)
- In-Laws - serie TV, 1 episodio (2002)
- Senza traccia - serie TV, 1 episodio (2003)
- Il tempo della nostra vita - serie TV, 1 episodio (2005)
- Numb3rs - serie TV, 1 episodio (2005)
- Out of Practice - Medici senza speranza - serie TV, 1 episodio (2005)
- Zoey 101 - serie TV, 3 episodi (2005-2006)
- Medium - serie TV, 1 episodio (2006)
- The Beast - serie TV, 2 episodi (2009)